# Првенство Јужне Америке у фудбалу 1919.
Првенство Јужне Америке 1919.  је било треће издање овог такмичења, сада познатог по имену Копа Америка. Турнир је одржан у Рио де Жанеироу, Бразил од 11. маја до 29. маја 1919. године. Домаћин, репрезентација Бразила, је освојила своју прву титулу победом против репрезентације Уругваја у задњој утакмици такмичења. Титулу најбољег стрелца су поделили два Бразилца Артур Фрајнрајх и Неко са по 4 постигнута гола.
На турниру су учествовале четири репрезентације Аргентина, Бразил, Чиле и Уругвај.
Пошто су групну фазу завршили поравнати, репрезентације Бразила и Уругваја су играли додатну утакмицу  која је одлучивала првака. Резултат те утакмице после 90 минута је био 0:0, и тада су се капитени договорили да се игра додатних два пута по тридесет минута. Тиме је ова утакмица постала најдужа одиграна утакмица у историји такмичења, 150 минута.

## Формат такмичења
Није било квалификација за првество пошто је учествовало само четири репрезентације Аргентина, Бразил, Чиле и Уругвај. Постојала је само једна група и сви су играли по једну утакмицу по систему свако против свакога. Играло се по бодовном систему, два поена за победу, један поен за нерешено и нула поена за пораз. Победник је била репрезентација са највише освојених поена.

## Учесници
1.  Бразил

2.  Уругвај

3.  Аргентина

4.  Чиле

## Град домаћин
| Рио де Жанеиро          |
| ----------------------- |
| Стадион дас Ларанжеирас |
| Капацитет: 20.000       |
|                         |

## Табела
| Репрезентација | И | Д | Н | И | ДГ | ПГ | ГР  | Бод. |
| -------------- | - | - | - | - | -- | -- | --- | ---- |
| Бразил         | 3 | 2 | 1 | 0 | 11 | 3  | +8  | 5    |
| Уругвај        | 3 | 2 | 1 | 0 | 7  | 4  | +3  | 5    |
| Аргентина      | 3 | 1 | 0 | 2 | 7  | 7  | 0   | 2    |
| Чиле           | 3 | 0 | 0 | 3 | 1  | 12 | −11 | 0    |

## Утакмице
| Бразил                                                 | 6–0 | Чиле |
| ------------------------------------------------------ | --- | ---- |
| Фрајнрајх 19’, 38’, 76’ · Неко 21’, 83’ · Домингез 79’ |     |      |

| Аргентина                     | 2–3 | Уругвај                                      |
| ----------------------------- | --- | -------------------------------------------- |
| Изагер 34’ · Варела 79’ (аг.) |     | К. Скароне 19’ · Х. Скароне 23’ · Градин 85’ |

| Уругвај                       | 2–0 | Чиле |
| ----------------------------- | --- | ---- |
| К. Скароне 31’ · Х. Перез 43’ |     |      |

| Бразил                               | 3–1 | Аргентина  |
| ------------------------------------ | --- | ---------- |
| Хеитор 22’ · Амилкар 57’ · Милон 77’ |     | Изагер 65’ |

| Аргентина                        | 4–1 | Чиле       |
| -------------------------------- | --- | ---------- |
| Кларк 10’, 23’, 62’ · Изагер 13’ |     | Франце 33’ |

| Уругвај                     | 2–2 | Бразил        |
| --------------------------- | --- | ------------- |
| Градин 13’ · К. Скароне 17’ |     | Неко 29’, 63’ |

### Утакмица доигравања
| Бразил         | 1–0 (прод.) | Уругвај |
| -------------- | ----------- | ------- |
| Фрајнрајх 122’ |             |         |

## Листа стрелаца
4 гола
| - Фрајнрајх | - Неко |  |

3 гола
| - Едвин Кларк | - Карлос Изагер | - Карлос Скароне |

2 гола
- Градин

1 гол
| - Амилкар - Харолдо - Хеитор | - Милон - Франце - Перез | - Хектор Скароне |

Ауто гол
- Мануел Варела (за Аргентину)

## Последице
Дан после финала, уругвајски голман Роберто Чери је умро у болници у Риу де Жанеиру од погоршања киле. Повреду је добио на утакмици против Чилеа али пошто тада замене нису биле дозвољене остао је до краја меча на голу.
Следећег месеца у јуну, Бразил и Уругвај су имали заказану пријатељску утакмицу, али Уругвај је отказао утакмицу због смрти голмана Роберта. Аргентина се понудила да замени Уругвај . Бразил је прихватио и меч је био одигран као утакмица Купа Роберто Чери. Аргентинци су утакмицу одиграли у традиционалним светло плавим уругвајским бојама а Бразил је имао Пењаролове дресове.